# Comelico - Bosco della Digola - Brentoni - Tudaio
Comelico - Bosco della Digola - Brentoni - Tudaio este o arie protejată (arie specială de conservare — SAC, sit de importanță comunitară — SCI) din Italia întinsă pe o suprafață de 12.085 ha, integral pe uscat.

## Localizare
Centrul sitului Comelico - Bosco della Digola - Brentoni - Tudaio este situat la coordonatele 46°31′01″N 12°35′14″E / 46.516944°N 12.587222°E.

## Înființare
Situl Comelico - Bosco della Digola - Brentoni - Tudaio a fost declarat sit de importanță comunitară în septembrie 1995 pentru a proteja 1 specie de plante și 22 de specii de animale. Situl a fost protejat și ca arie specială de conservare în iunie 2019.

## Biodiversitate
Situată în ecoregiunea alpină, aria protejată conține 16 habitate naturale: Mlaștini turboase de tranziție și turbării mișcătoare, Grohotișuri calcaroase și de șisturi calcaroase de la nivelul montan până la nivelul alpin (Thlaspietea rotundifolii), Râuri de munte și vegetația lor lemnoasă cu Salix elaeagnos, Păduri acidofile de Picea de la nivel montan la nivel alpin (Vaccinio-Piceetea), Mlaștini alcaline, Pajiști alpine și boreale, Păduri ilirice de Fagus sylvatica (Aremonio-Fagion), Pante stâncoase calcaroase cu vegetație casmofită, Păduri de pin (sub-) mediteraneene cu pini negri endemici, Pajiști alpine și subalpine calcaroase, Mlaștini împădurite, Râuri de munte și vegetația erbacee de pe malurile acestora, Păduri alpine de Larix decidua și/sau Pinus cembra, Pajiști cu Molinia pe soluri calcaroase, turboase sau argilos-nămoloase (Molinion caeruleae), Liziere de ierburi înalte hidrofile de câmpie și de nivel montan până la alpin, Tufărișuri cu Pinus mugo și Rhododendron hirsutum (Mugo-Rhododendretum hirsuti).
La baza desemnării sitului se află mai multe specii protejate:
- plante (1): papucul doamnei (Cypripedium calceolus)
- păsări (20): uliu porumbar (Accipiter gentilis), uliu păsărar (Accipiter nisus), minunița (Aegolius funereus), acvilă de munte (Aquila chrysaetos), cocoșul de mesteacăn (Bonasa bonasia), buha (Bubo bubo), șorecarul comun (Buteo buteo), caprimulg (Caprimulgus europaeus), șerpar (Circaetus gallicus), ciocănitoare neagră (Dryocopus martius), Eudromias morinellus, șoim călător (Falco peregrinus), ciuvică (Glaucidium passerinum), vulturul pleșuv sur (Gyps fulvus), Lagopus muta helvetica, Lyrurus tetrix tetrix, gaia neagră (Milvus migrans), viespar (Pernis apivorus), ciocănitoare verzuie (Picus canus),  cocoș de munte (Tetrao urogallus)
- mamifere (2): râs eurasiatic (Lynx lynx), urs brun (Ursus arctos)

Pe lângă speciile protejate, pe teritoriul sitului au mai fost identificate 3 specii de plante, 1 specie de amfibieni, 5 specii de mamifere.